# Jalia Amraji
Jalia Amraji fou un petit estat tributari protegit del districte d'Undsarviya, al Kathiawar, província de Gujarat, presidència de Bombai, a uns 15 km al sud-oest de Palitana. Estava format per un sol poble amb un únic tributari. La població el 1881 era de 608 habitants.
El thakur era un sarvija rajput. Els ingressos s'estimaven en 220 lliures de les que 12 es pagaven al Gaikwar de Baroda i 16 al nawab de Junagarh.